# Stammstrecke 2 (U-Bahn München)
| Karte |                        |  |  |  |                           |                           |
| Streckenlänge: | 33,8 km                |  |  |  |                           |                           |
| Spurweite: | 1435 mm (Normalspur)   |  |  |  |                           |                           |
| Stromsystem: | Stromschiene (750 V) = |  |  |  |                           |                           |
| |                        |  |  |  |                           |                           |
| Eröffnung: | 18. Oktober 1980       |  |  |  |                           |                           |
| \| \| \| \| \| \| \| \| \| \| \| \| \| \| Feldmoching \| \| \| \| \| \| \| \| \| \| \| \| \| \| \| \| Hasenbergl \| \| \| \| \| \| \| \| Dülferstraße \| \| \| \| \| \| \| \| \| \| \| \| \| \| \| \| Harthof \| \| \| \| \| \| \| \| \| \| \| \| \| \| \| \| Am Hart \| \| \| \| \| \| \| \| Frankfurter Ring \| \| \| Olympia-Einkaufszentrum \| \| \| \| \| \| \| \| \| \| \| \| \| Milbertshofen \| \| \| Georg-Brauchle-Ring \| Georg-Brauchle-Ring \| \| \| \| U3/U8 nach Olympiazentrum \| U3/U8 nach Olympiazentrum \| \| \| \| \| \| \| Scheidplatz \| \| \| Westfriedhof \| Westfriedhof \| \| \| \| U3 nach Marienplatz \| U3 nach Marienplatz \| \| Gern \| \| \| \| \| \| \| \| \| \| \| \| \| Hohenzollernplatz \| \| \| Rotkreuzplatz \| \| \| \| \| \| \| \| \| \| \| \| \| Josephsplatz \| \| \| Maillingerstraße \| Maillingerstraße \| \| \| \| Theresienstraße \| Theresienstraße \| \| \| \| \| \| \| Königsplatz \| \| \| Stiglmaierplatz \| \| \| \| \| \| \| \| \| \| \| \| \| \| \| \| \| \| \| \| \| Hauptbahnhof \| \| \| \| \| \| \| \| Sendlinger Tor \| \| \| \| \| \| \| \| \| \| \| \| \| \| \| \| Fraunhoferstraße \| \| \| \| \| \| \| \| Isar \| \| \| \| \| \| \| \| \| \| \| \| \| \| \| \| Kolumbusplatz \| \| \| \| \| \| \| \| \| \| \| Candidplatz \| Candidplatz \| \| \| \| Silberhornstraße \| Silberhornstraße \| \| Wettersteinplatz \| Wettersteinplatz \| \| \| \| Untersbergstraße \| Untersbergstraße \| \| \| \| \| \| \| \| \| \| St.-Quirin-Platz \| St.-Quirin-Platz \| \| \| \| Giesing Bahnhof \| Giesing Bahnhof \| \| \| \| \| \| \| Karl-Preis-Platz \| \| \| Mangfallplatz \| \| \| \| \| \| \| \| \| \| \| \| \| U5 nach Odeonsplatz \| \| \| \| \| \| \| \| Innsbrucker Ring \| \| \| \| \| \| \| \| U5/U7/U8 nach Neuperlach \| \| \| \| \| \| \| \| \| \| \| \| \| \| \| \| Josephsburg \| \| \| \| \| \| \| \| Kreillerstraße \| \| \| \| \| \| \| \| Trudering \| \| \| \| \| \| \| \| \| \| \| \| \| \| \| \| Moosfeld \| \| \| \| \| \| \| \| Messestadt West \| \| \| \| \| \| \| \| \| \| \| \| \| \| \| \| Messestadt Ost \| \| \| \| \| \| \| \| \| \| |                        |  |  |  |                           |                           |
| Quelle: |                        |  |  |  |                           |                           |
| |                        |  |  |  |                           |                           |
| |                        |  |  |  | Feldmoching               |                           |
| |                        |  |  |  |                           |                           |
| |                        |  |  |  | Hasenbergl                |                           |
| |                        |  |  |  | Dülferstraße              |                           |
| |                        |  |  |  |                           |                           |
| |                        |  |  |  | Harthof                   |                           |
| |                        |  |  |  |                           |                           |
| |                        |  |  |  | Am Hart                   |                           |
| U1 · U3 · U7 | U1 · U3 · U7           |  |  |  | Frankfurter Ring          | Frankfurter Ring          |
| Olympia-Einkaufszentrum |                        |  |  |  |                           |                           |
| |                        |  |  |  | Milbertshofen             |                           |
| Georg-Brauchle-Ring | Georg-Brauchle-Ring    |  |  |  | U3/U8 nach Olympiazentrum | U3/U8 nach Olympiazentrum |
| |                        |  |  |  | Scheidplatz               |                           |
| Westfriedhof | Westfriedhof           |  |  |  | U3 nach Marienplatz       | U3 nach Marienplatz       |
| Gern |                        |  |  |  |                           |                           |
| |                        |  |  |  | Hohenzollernplatz         |                           |
| Rotkreuzplatz |                        |  |  |  |                           |                           |
| |                        |  |  |  | Josephsplatz              |                           |
| Maillingerstraße | Maillingerstraße       |  |  |  | Theresienstraße           | Theresienstraße           |
| |                        |  |  |  | Königsplatz               |                           |
| Stiglmaierplatz |                        |  |  |  |                           |                           |
| U1 · U7 | U1 · U7                |  |  |  | U2 · U8                   | U2 · U8                   |
| |                        |  |  |  | Hauptbahnhof              |                           |
| |                        |  |  |  | Sendlinger Tor            |                           |
| |                        |  |  |  |                           |                           |
| |                        |  |  |  | Fraunhoferstraße          |                           |
| |                        |  |  |  | Isar                      |                           |
| |                        |  |  |  |                           |                           |
| |                        |  |  |  | Kolumbusplatz             |                           |
| U1 | U1                     |  |  |  | U2 · U7 · U8              | U2 · U7 · U8              |
| Candidplatz | Candidplatz            |  |  |  | Silberhornstraße          | Silberhornstraße          |
| Wettersteinplatz | Wettersteinplatz       |  |  |  | Untersbergstraße          | Untersbergstraße          |
| |                        |  |  |  |                           |                           |
| St.-Quirin-Platz | St.-Quirin-Platz       |  |  |  | Giesing Bahnhof           | Giesing Bahnhof           |
| |                        |  |  |  | Karl-Preis-Platz          |                           |
| Mangfallplatz |                        |  |  |  |                           |                           |
| |                        |  |  |  | U5 nach Odeonsplatz       |                           |
| |                        |  |  |  | Innsbrucker Ring          |                           |
| |                        |  |  |  | U5/U7/U8 nach Neuperlach  |                           |
| |                        |  |  |  |                           |                           |
| |                        |  |  |  | Josephsburg               |                           |
| |                        |  |  |  | Kreillerstraße            |                           |
| |                        |  |  |  | Trudering                 |                           |
| |                        |  |  |  |                           |                           |
| |                        |  |  |  | Moosfeld                  |                           |
| |                        |  |  |  | Messestadt West           |                           |
| |                        |  |  |  |                           |                           |
| |                        |  |  |  | Messestadt Ost            |                           |
| |                        |  |  |  |                           |                           |

Die Stammstrecke 2 der Münchner U-Bahn ist eine von insgesamt drei Stammstrecken im U-Bahn-Netz der bayerischen Landeshauptstadt München. Sie verläuft von Norden nach Süden bzw. Osten und wird derzeit von den U-Bahn-Linien U1 und U2 befahren. Zudem fährt seit dem 12. Dezember 2011 in der Hauptverkehrszeit die Verstärkerlinie U7 und seit dem 15. Dezember 2013 samstags die Verstärkerlinie U8. Die Linien U1 und U2 verkehren lediglich im zentralen Innenstadtbereich gemeinsam auf einer Strecke, zuvor und danach verlaufen sie verzweigt. Die Stammstrecke 2 hat eine Gesamtlänge von 33,8 Kilometern und 38 U-Bahnhöfe. Sie verläuft ausschließlich auf Münchner Stadtgebiet und vollständig im Tunnel.
Der Bau der zweiten Stammstrecke begann 1971. Im Oktober 1980 wurde ein erstes Teilstück zwischen Scheidplatz und Innsbrucker Ring eröffnet. In den folgenden Jahren wurden acht Streckenerweiterungen durchgeführt. Der aktuelle Ausbauzustand wurde 2004 erreicht. Weitere Baumaßnahmen sind möglich, aktuell jedoch nicht geplant.

## Geschichte
Am 18. Oktober 1980 wurde der erste Abschnitt der Stammstrecke 2 eröffnet. Dieser verlief vom Bahnhof Scheidplatz, der von Anfang an mit zusätzlichen Bahnsteigkanten für die neue Strecke errichtet wurde (Bauvorleistung), über den Hauptbahnhof und den Giesinger Bahnhof zum Bahnhof Innsbrucker Ring und weiter über die heutige U5-Strecke nach Neuperlach Süd. Mit dessen Inbetriebnahme wuchs das Netz um 18 Bahnhöfe und 16 Streckenkilometer, was damals eine Verdoppelung der Streckenlänge des gesamten Netzes darstellte; bis heute wurde in München kein längerer U-Bahn-Abschnitt auf einmal eröffnet. Für dessen Bedienung wurden zwei neue U-Bahn-Linien eingerichtet: Die U8, die vom Olympiazentrum kommend die gesamte neue Strecke bediente, sowie die U1, die vorerst nur als Verstärkerlinie zwischen Hauptbahnhof und Innsbrucker Ring verkehrte, aber bereits am 8. Mai 1983 einen eigenen Westast zum Rotkreuzplatz erhielt. Bis 1988 verkehrte jeder zweite Zug der U1 in der Hauptverkehrszeit bis nach Neuperlach Süd.
1988 erhielt die U2 ihre heutige Linienbezeichnung, gleichzeitig wurde die U5 ab Innsbrucker Ring parallel zur U2 nach Neuperlach Süd verlängert. Ab 1993 führte sie vom Scheidplatz nicht mehr zum Olympiazentrum, sondern über einen neuen Nordast mit fünf Bahnhöfen zur Station Dülferstraße. Dieser wurde 1996 über die Station Hasenbergl zur heutigen Endstation am Bahnhof Feldmoching verlängert. Mit Eröffnung der sechs Stationen umfassenden Strecke vom Innsbrucker Ring über Trudering zur Messestadt im Jahr 1999 gab die U2 den Streckenabschnitt nach Neuperlach Süd an die U5 ab. Während der Bauarbeiten zur Strecke kam es 1994 zu einem Unfall am Bahnhof Trudering, bei dem die Decke des neu aufgefahrenen Tunnels durch eindringendes Wasser einstürzte und ein Linienbus in den entstehenden Krater nachrutschte. Zwei Fahrgäste des Busses sowie ein Bauarbeiter kamen zu Tode. Dieser Unfall verzögerte die Fertigstellung dieses Streckenastes, der eigentlich zur Eröffnung der neuen Messe hätte eröffnet werden sollen. Die Zeit bis zur U-Bahn-Eröffnung musste darum durch massiven Bus-Shuttle-Verkehr von den S-Bahnhöfen Riem und Trudering überbrückt werden. Ein Gedenkstein am Busbahnhof Trudering erinnert an das damalige Unglück (siehe dazu auch Busunglück von Trudering).
Am 9. November 1997 wurde der südliche Ast der U1 zum Mangfallplatz eröffnet, der vier neue Bahnhöfe besitzt und den Stadtteil Untergiesing erschließt. Im Jahr 1980 war noch geplant, die U1 weiter in Richtung Süden bis zur Großhesseloher Brücke zu verlängern und an die dortige Trambahn anzuschließen. Ein Jahr später wurde am anderen Ende der Linie ein neuer Abschnitt mit zwei Bahnhöfen zum Westfriedhof eröffnet. 2003 wurde die U1 wieder um einen Bahnhof zum Georg-Brauchle-Ring verlängert und ein Jahr später war die heutige nördliche Endhaltestelle am Olympia-Einkaufszentrum erreicht.
Die Verstärkerlinie U7 verkehrte erstmals von 1999 bis 2006 zwischen Rotkreuzplatz und Kolumbusplatz. Nach zwischenzeitlicher Einstellung wurde sie 2011 wieder eingeführt, nun auf verlängerter Strecke zwischen Westfriedhof und Neuperlach Zentrum verkehrend. 2016 folgte die Verlängerung zum Olympia-Einkaufszentrum. Das Liniensignet U8 kehrte ebenfalls 1999 zurück und wurde für eine Verstärkerlinie zwischen Feldmoching und Neuperlach Zentrum vergeben, der Kürzung zur Station Harthof im Jahr 2005 folgte ein Jahr später die Einstellung. 2013 wurde die Linie auf mit dem Verlauf vom Olympiazentrum zum Sendlinger Tor wieder eingerichtet und 2018 nach Neuperlach Zentrum verlängert.

## Verlauf

### Nord (U2)
Die U2 beginnt im Norden seit 1996 unter dem Bahnhof Feldmoching, wo Anschluss zur S-Bahn-Linie S1 nach Freising und Flughafen München sowie zu einzelnen Regionalzügen Richtung Landshut besteht. Der dortige U-Bahnhof ist mit Motiven aus der „Dorfidylle“ und dem städtischen Leben Feldmochings versehen. Die Strecke verläuft ostwärts zum Hasenbergl, das durch den U-Bahnhof Hasenbergl angebunden wird. Dieser ist mit einer hohen, säulenlosen Bahnhofshalle und einer als Lichtreflektor dienenden Raumplastik als gestaltendes Bahnhofselement ausgestattet.
Weiter führt der Weg der U2 unter der Dülferstraße durch den von Ricarda Dietz farbenfroh gestalteten Bahnhof Dülferstraße, der die östlichen Teile des Hasenbergl sowie das Neubaugebiet auf der Panzerwiese verkehrstechnisch erschließt und der von 1993 bis 1996 Endstation der U2 war. Der Streckentunnel unter der Panzerwiese entstand weitgehend im offenen Einschnitt, da zur Bauzeit dort noch keine Bebauung bestand. Außerdem wurden nach Inbetriebnahme dieses Streckenastes die Tramlinie 12 vom Harthof zum Scheidplatz zurückgenommen und die Linie 13 zum Hasenbergl eingestellt.
Der folgende Bahnhof Harthof hat am nördlichen Ende eine weite Öffnung hin zu einer Geländesenke in einer Grünanlage, unter der die U2 mittlerweile südwärts verläuft. Der nächste Bahnhof Am Hart erschließt unter anderem das Forschungs- und Innovationszentrum (FIZ) und ist ein wichtiger Umsteigeknoten. Ab hier folgt die U2 der Knorrstraße. Zwischen den Stationen Am Hart und Frankfurter Ring malte ein Künstler kurz vor Eröffnung der Strecke mit weißer und blauer Farbe ein Wellenmuster auf die Tunnelwand, das in München die einzige Kunst im Streckentunnel darstellt.
Nach dem Bahnhof Milbertshofen trifft die U2 am viergleisigen Bahnhof Scheidplatz auf die U3, wo am selben Bahnsteig ein direktes Umsteigen möglich ist, der Anschluss wird in der Regel abgewartet. Der Bahnhof Scheidplatz ist Teil der denkmalgeschützten Olympia-Linie, der U3 zwischen Münchner Freiheit und Olympiazentrum, und wurde mit dieser bereits 1972, also acht Jahre vor Betriebsaufnahme der Stammstrecke 2, eröffnet. Durch Schwabing und die Maxvorstadt geht es schließlich weiter in Richtung Innenstadt durch die Bahnhöfe Hohenzollernplatz, Josephsplatz, Theresienstraße und Königsplatz, die wie fast alle der ersten U2-Stationen weitgehend einheitlich gestaltet wurden. In der von Josef Wiedemann und Johannes Segieth gestalteten Station Königsplatz befinden sich auf dem U-Bahnsteig Repliken von Kunstwerken der angrenzenden Glyptothek und den Staatlichen Antikensammlungen.
Am Hauptbahnhof trifft die U2 nun auf die gemeinsame Stammstrecke mit der U1 durch die Innenstadt bis Kolumbusplatz.

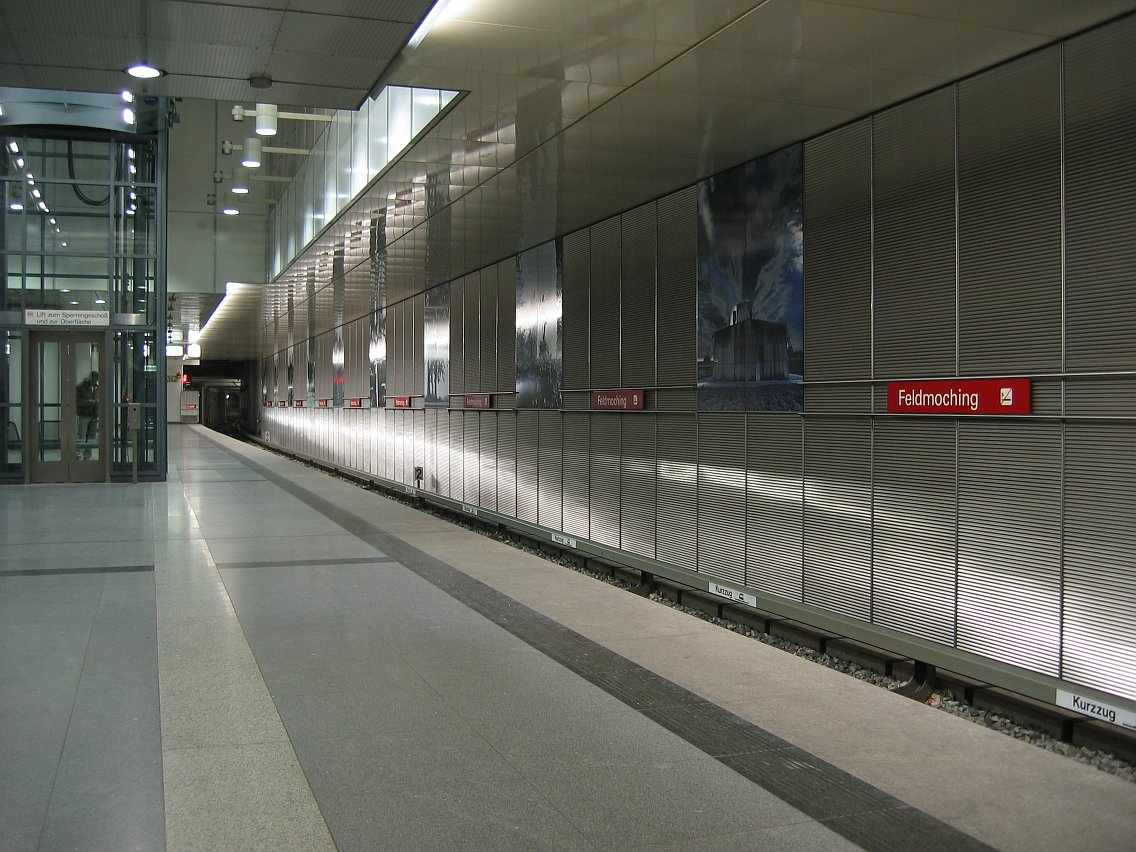
Feldmoching
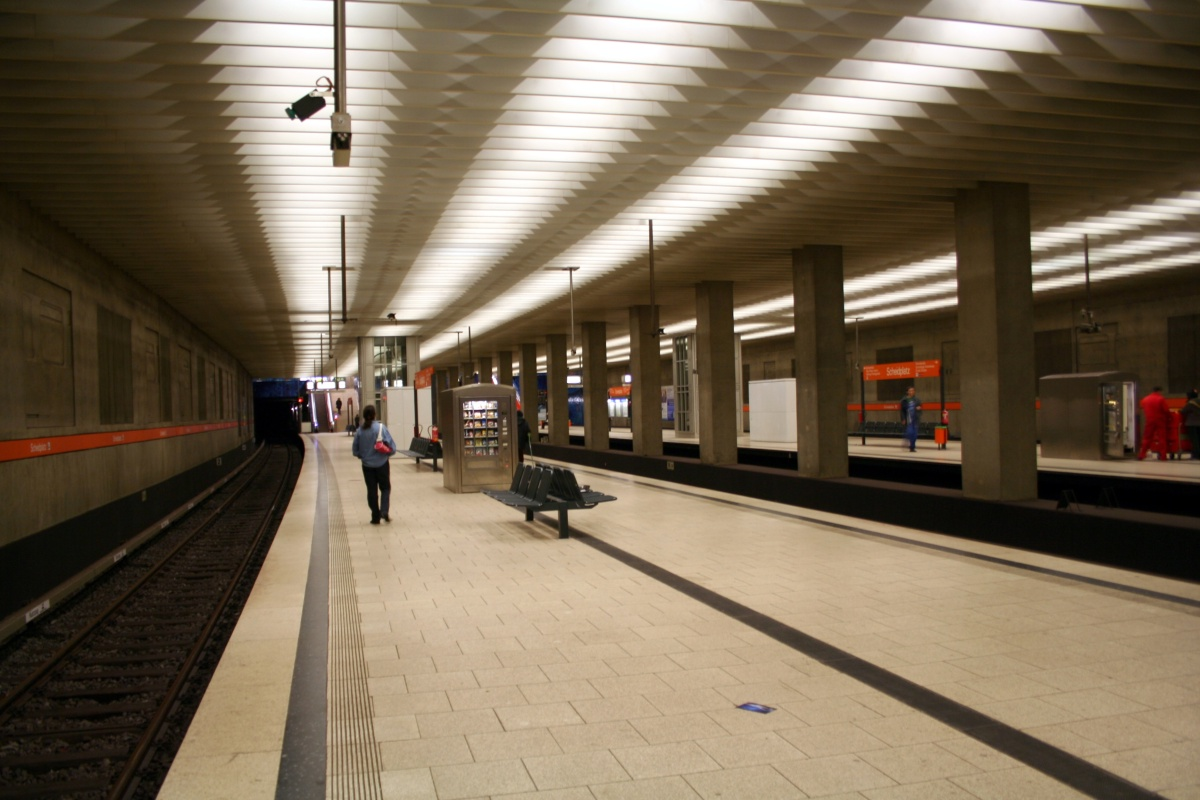
Scheidplatz
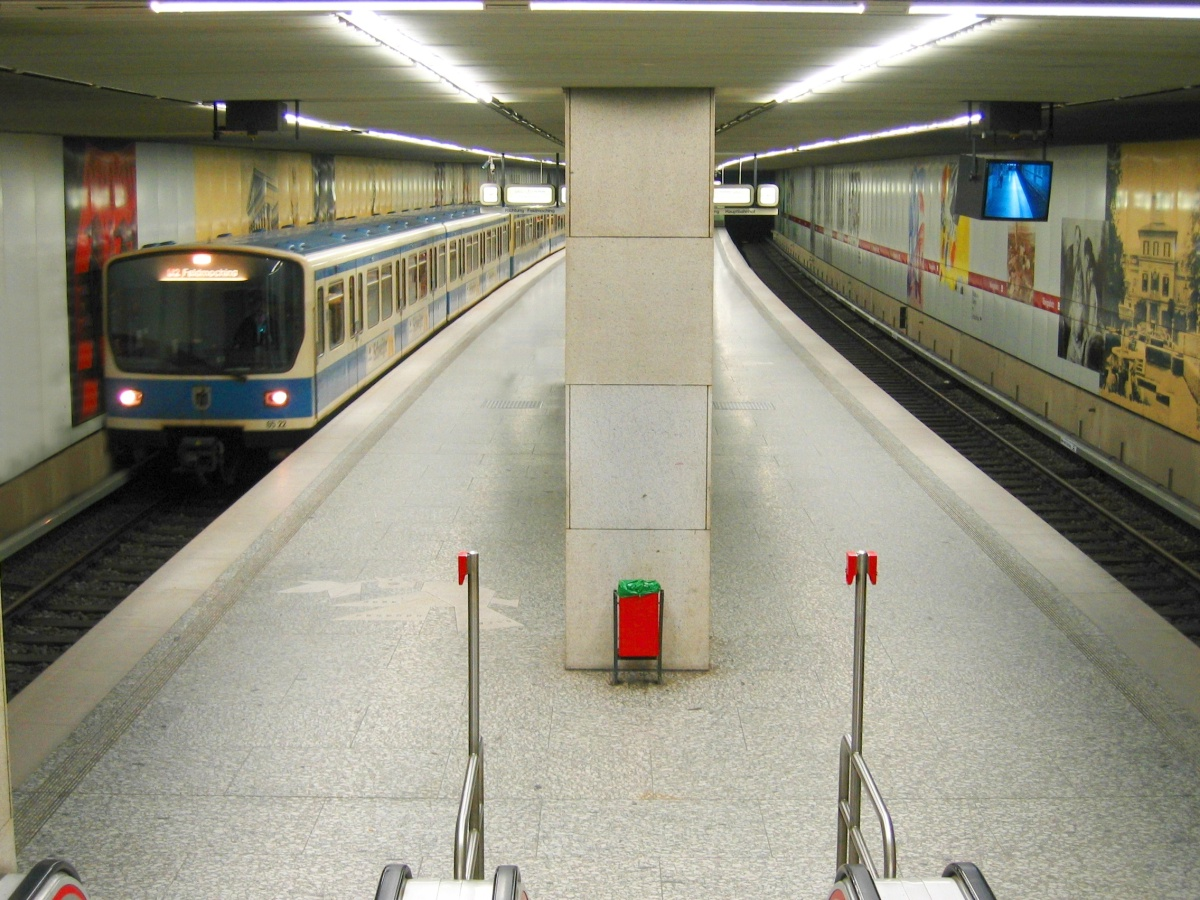
Königsplatz

### Nord (U1)
Die U1 beginnt im Stadtteil Moosach am Olympia-Einkaufszentrum, eine Ebene über der gleichnamigen Station der Linie U3. Er besitzt als einziger Bahnhof auf der Linie U1 Seitenbahnsteige, außerdem befindet sich im Bahnhof ein Bike+Ride-Parkhaus. Unterhalb der Hanauer Straße verläuft die Linie südwärts. Die Wandgestaltung des folgenden Bahnhofs Georg-Brauchle-Ring trägt den Titel „Die große Reise“ und setzt sich aus verschiedenfarbigen Kacheln und Bildern aus aller Welt zusammen. Die Station Westfriedhof ist mit großen Lampen ausgestattet, die die roh belassenen Hintergleiswände in verschiedenfarbiges Licht hüllen. Die U1 erreicht nun den Stadtteil Gern, dessen Geschichte am dort befindlichen U-Bahnhof Gern thematisiert wird. Der nächste Bahnhof Rotkreuzplatz war bis 1998 Endbahnhof und liegt am Ende der Nymphenburger Straße, der die Strecke nun folgt. Er ist, ebenso wie die Bahnhöfe Maillingerstraße und Stiglmaierplatz in verschiedenen Brauntönen gestaltet. Es folgt nach einer Rechtskurve die Station Hauptbahnhof, an der die gemeinsame Strecke mit der U2 beginnt.

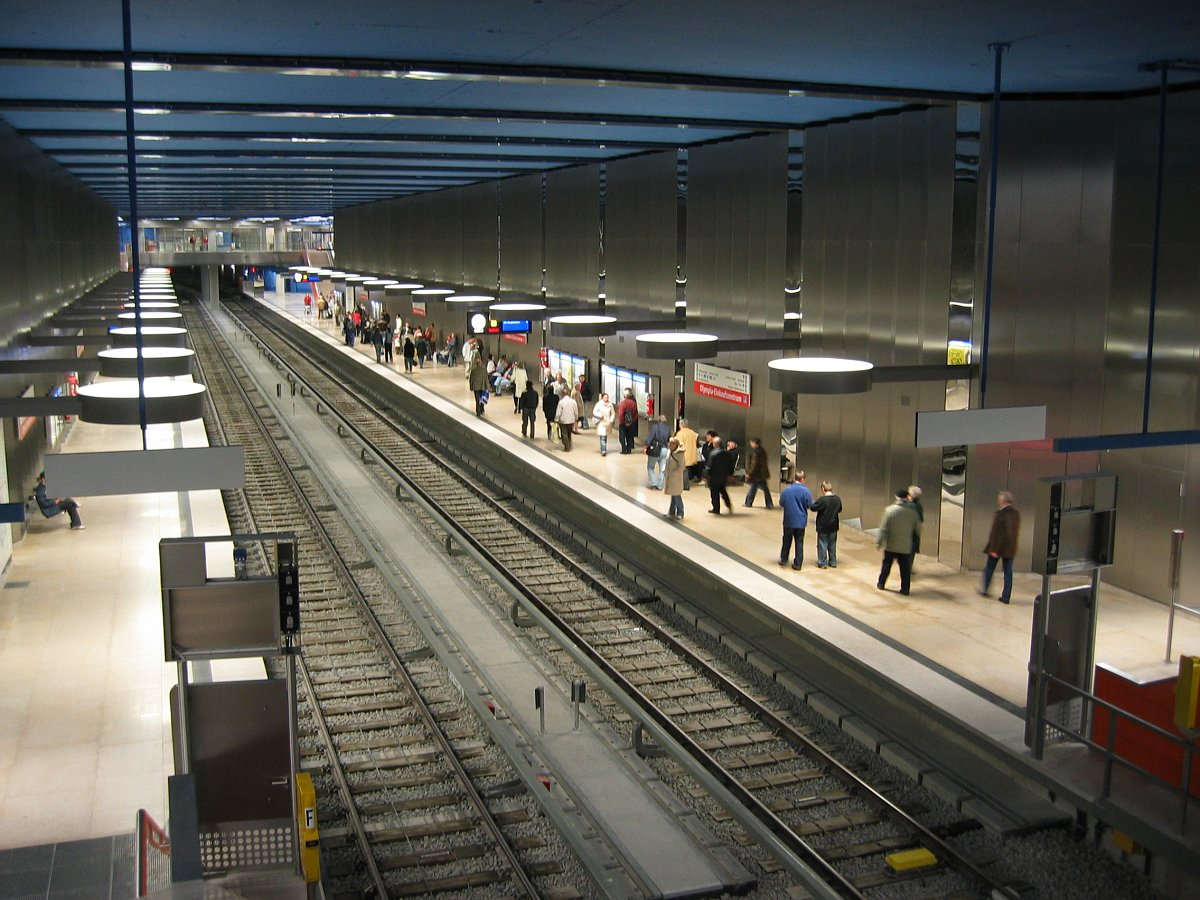
Olympia-Einkaufszentrum
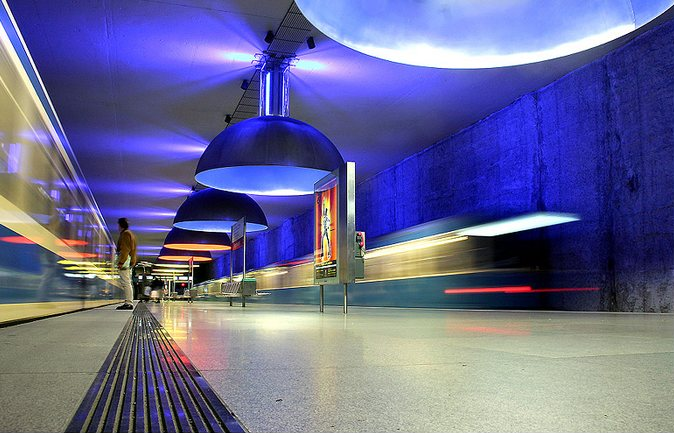
Westfriedhof mit ausfahrender U-Bahn
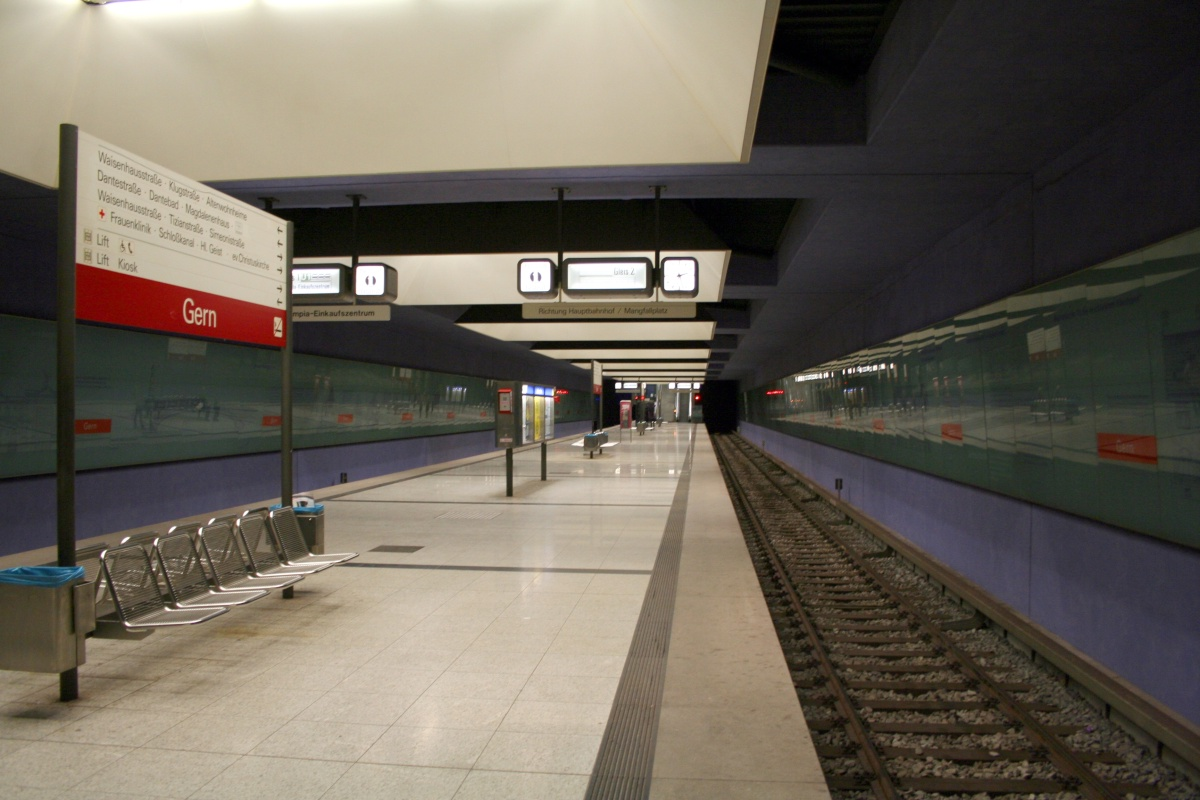
Gern
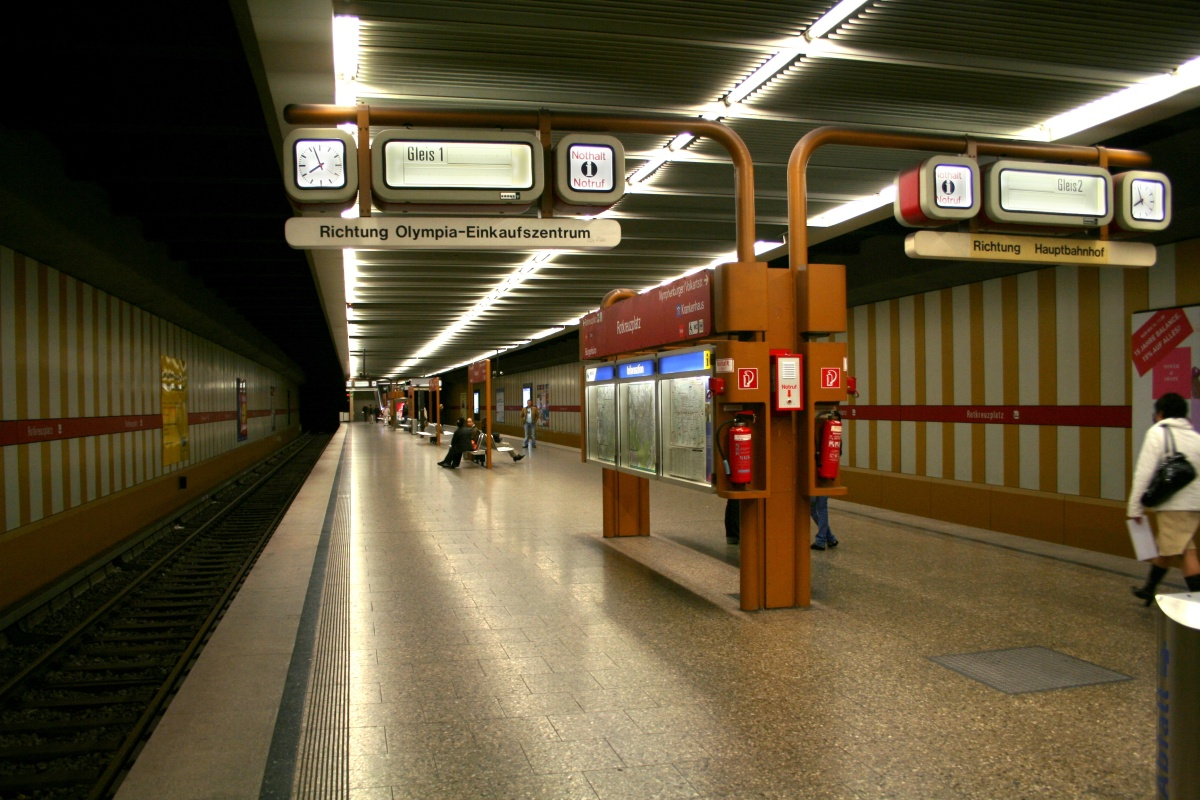
Rotkreuzplatz

### Zentrum (U1 und U2)
Am viergleisigen Verzweigungsbahnhof Hauptbahnhof beginnt die gemeinsame Stammstrecke von U1 und U2. Dort besteht Anschluss zur U4 und U5 und zur S-Bahn-Stammstrecke, die ein Stockwerk darüber verlaufen, sowie zum Regional- und Fernzugverkehr. Am Bahnhof Sendlinger Tor verkehren ein Stockwerk höher die Linien U3 und U6. Der U-Bahnhof Fraunhoferstraße in der Isarvorstadt wird von zwei Säulenreihen dominiert, da er wegen der Nähe zur Isar im Schildvortrieb aufgefahren wurde. Nach der Isarquerung folgt im Stadtteil Au der dreigleisige Bahnhof Kolumbusplatz, an dem sich die U1 und die U2 wieder trennen.

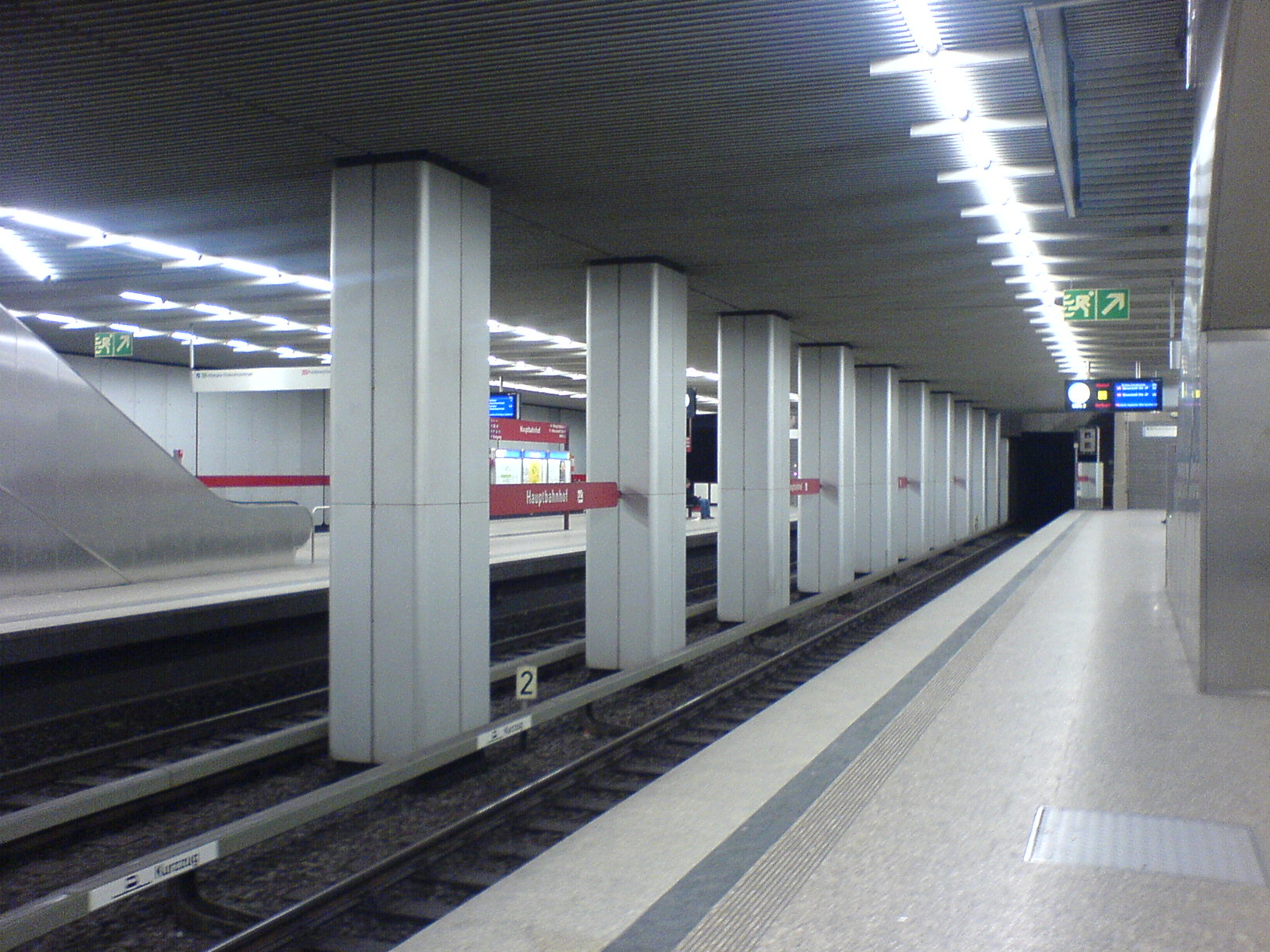
Bahnsteig der U1 und U2 am Hauptbahnhof
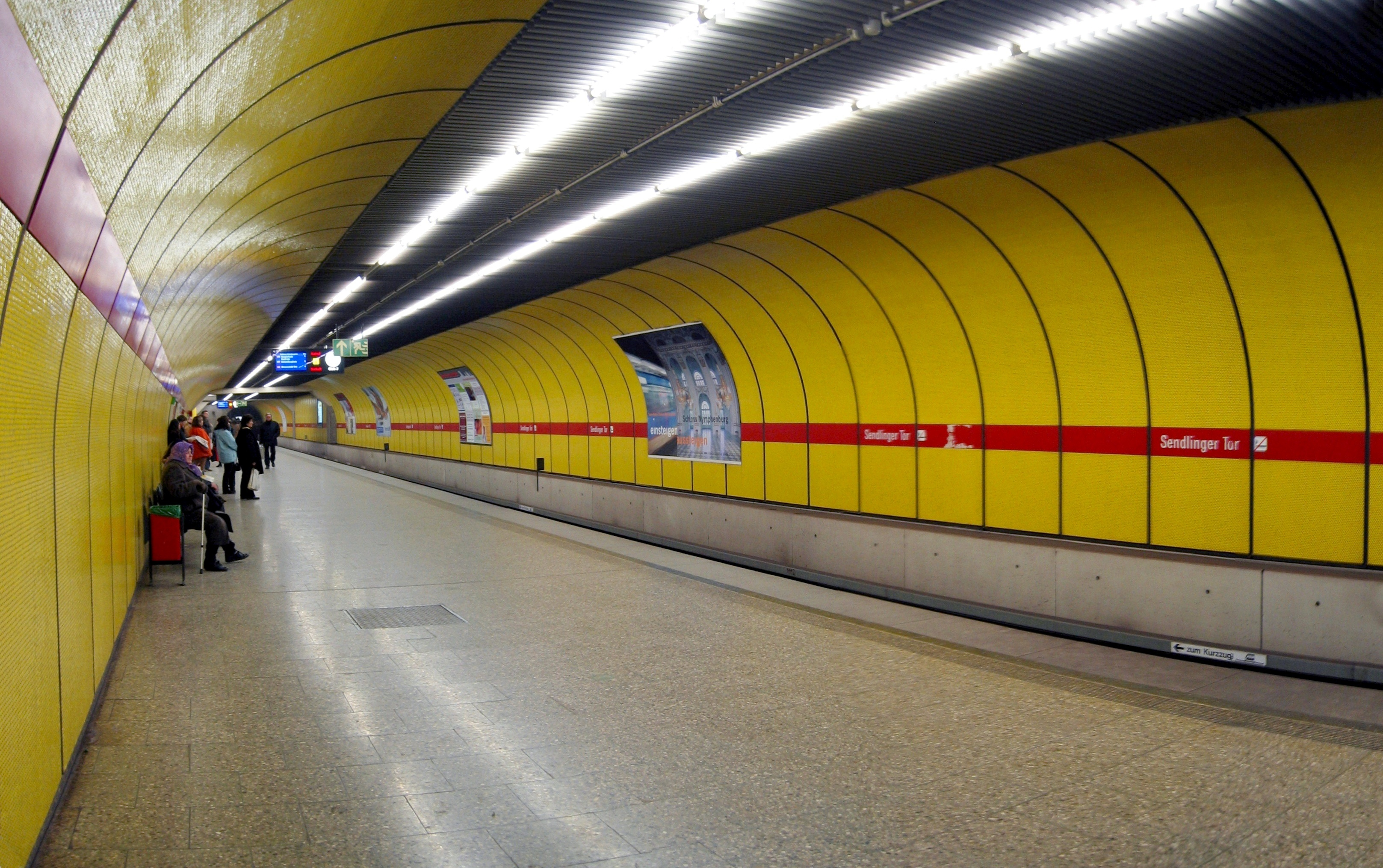
Sendlinger Tor
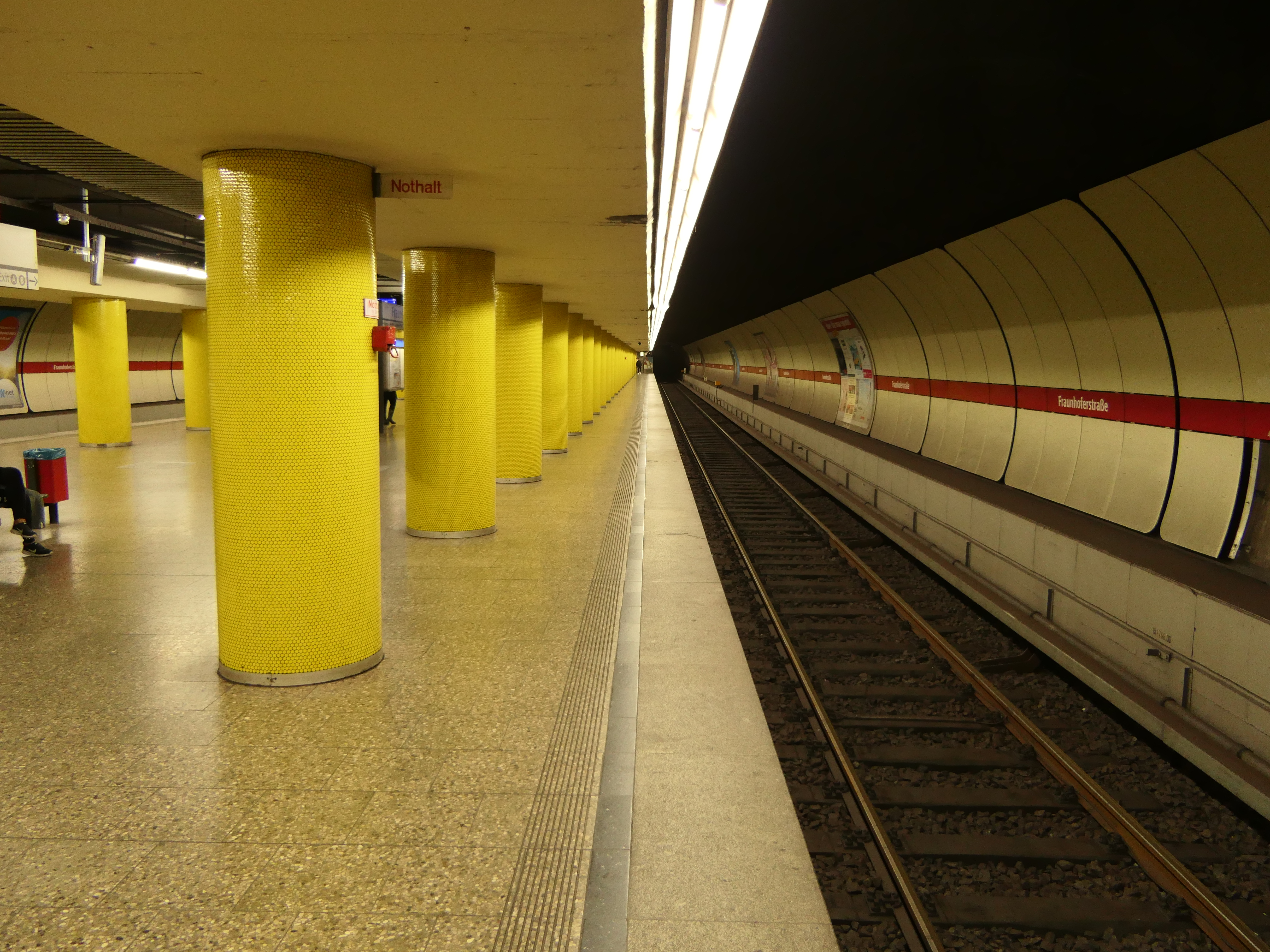
Fraunhoferstraße
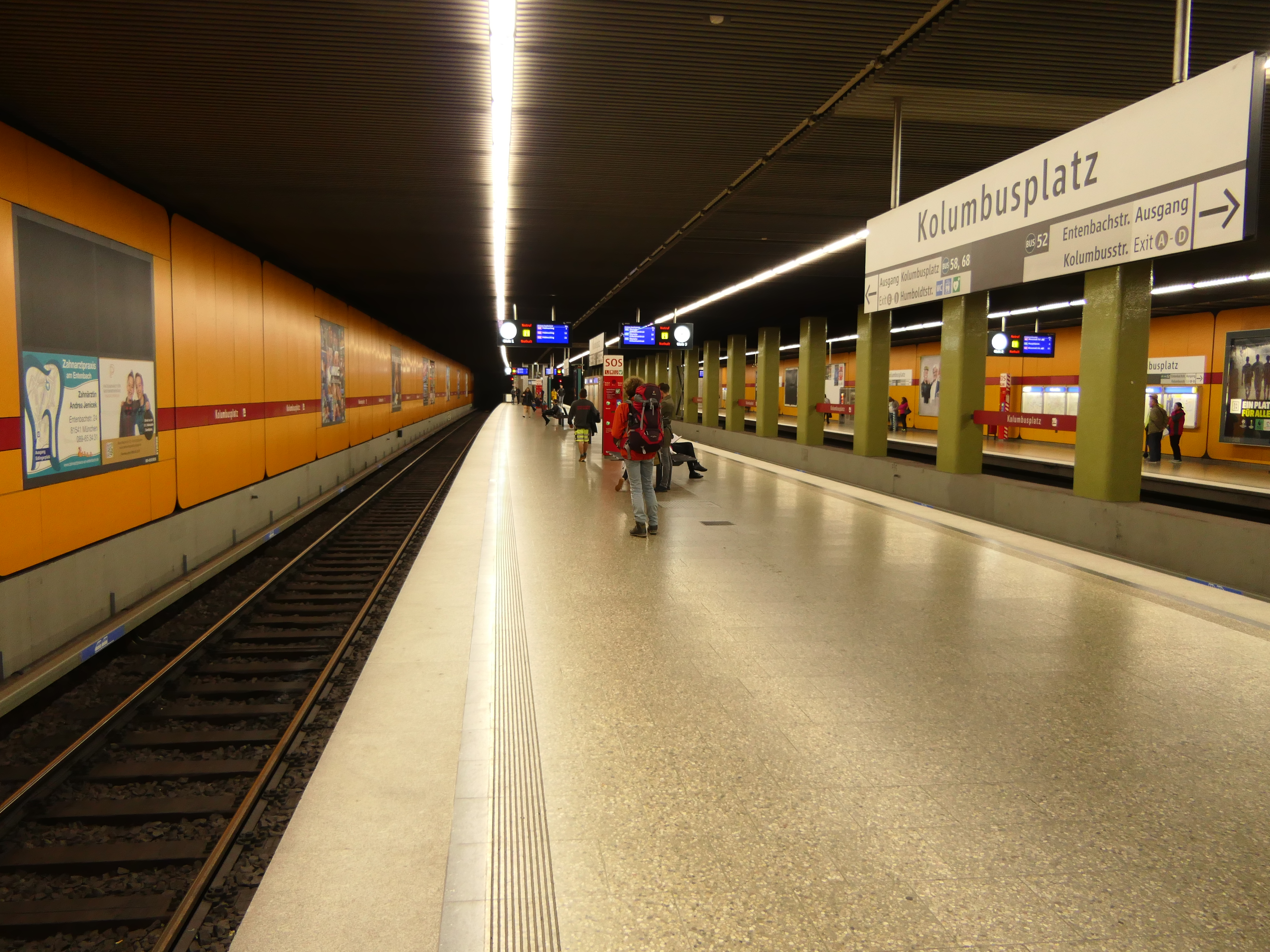
Kolumbusplatz

### Ost (U2)
Ab dem Kolumbusplatz führt die U2, weiterhin über die 1980 eröffnete Strecke mit ihren weitgehend einheitlichen Stationen, südostwärts unter dem Giesinger Berg nach Obergiesing und folgt nun der Deisenhofener Straße über die Stationen Silberhornstraße und Untersbergstraße zum Bahnhof Giesing, wo an der Oberfläche die S-Bahn-Linien S3 und S7 halten. Weiter verläuft die Strecke Richtung Nordosten und erreicht auf dem Weg zur Station Karl-Preis-Platz den Stadtteil Ramersdorf. An der folgenden Station Innsbrucker Ring besteht – ebenso wie am Scheidplatz – in der Regel ein direkter Anschluss am selben Bahnsteig zu einer kreuzenden Linie, hier zur U5.
Die nun anschließende Strecke wurde überwiegend in der Farbe Rot gestaltet und 1999 eröffnet, zuvor verkehrten die Züge der U2 über die Strecke der heutigen U5 bis nach Neuperlach Süd. Die U2 erschließt Berg am Laim mit den Stationen Josephsburg und Kreillerstraße, wo die vom Michaeli-Gymnasium gestaltete Wandgestaltung mit Ziegelmustern an die früheren Ziegeleien im Stadtteil erinnern soll. Die U2 erreicht schließlich den Bahnhof Trudering im gleichnamigen Stadtteil, der mit zwei einzelnen Röhrenbahnsteigen mit Querschlag ausgeführt ist. An der Oberfläche ist hier ein Umstieg zur S4 und zur S6 möglich.
Nach dem Bahnhof Moosfeld erreicht die U2 die Messestadt Riem mit dem Messegelände, dem Einkaufszentrum Riem Arcaden sowie dem Riemer Park, in dem die Bundesgartenschau 2005 stattfand. Hier verläuft die U2 unter der Willy-Brandt-Allee und bedient die Station Messestadt West, ehe sie am Bahnhof Messestadt Ost endet. Der östliche Aufgang des Endbahnhofs wurde von Blasius Gerg als Sonnenuhr gestaltet, über eine trichterförmige Öffnung in der Decke lässt sich die Uhrzeit anhand des Schattenwurfes ablesen.

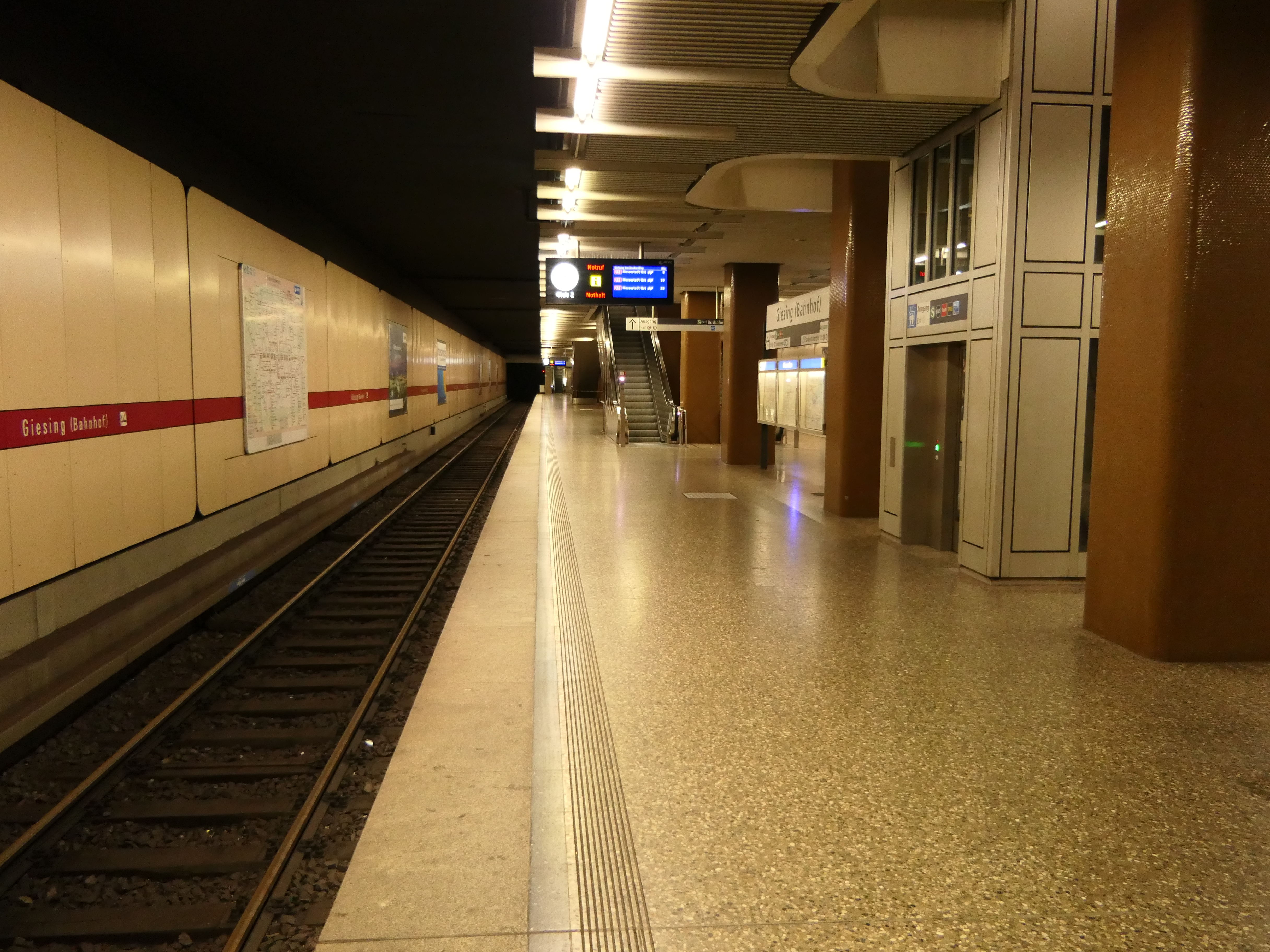
Giesing Bahnhof
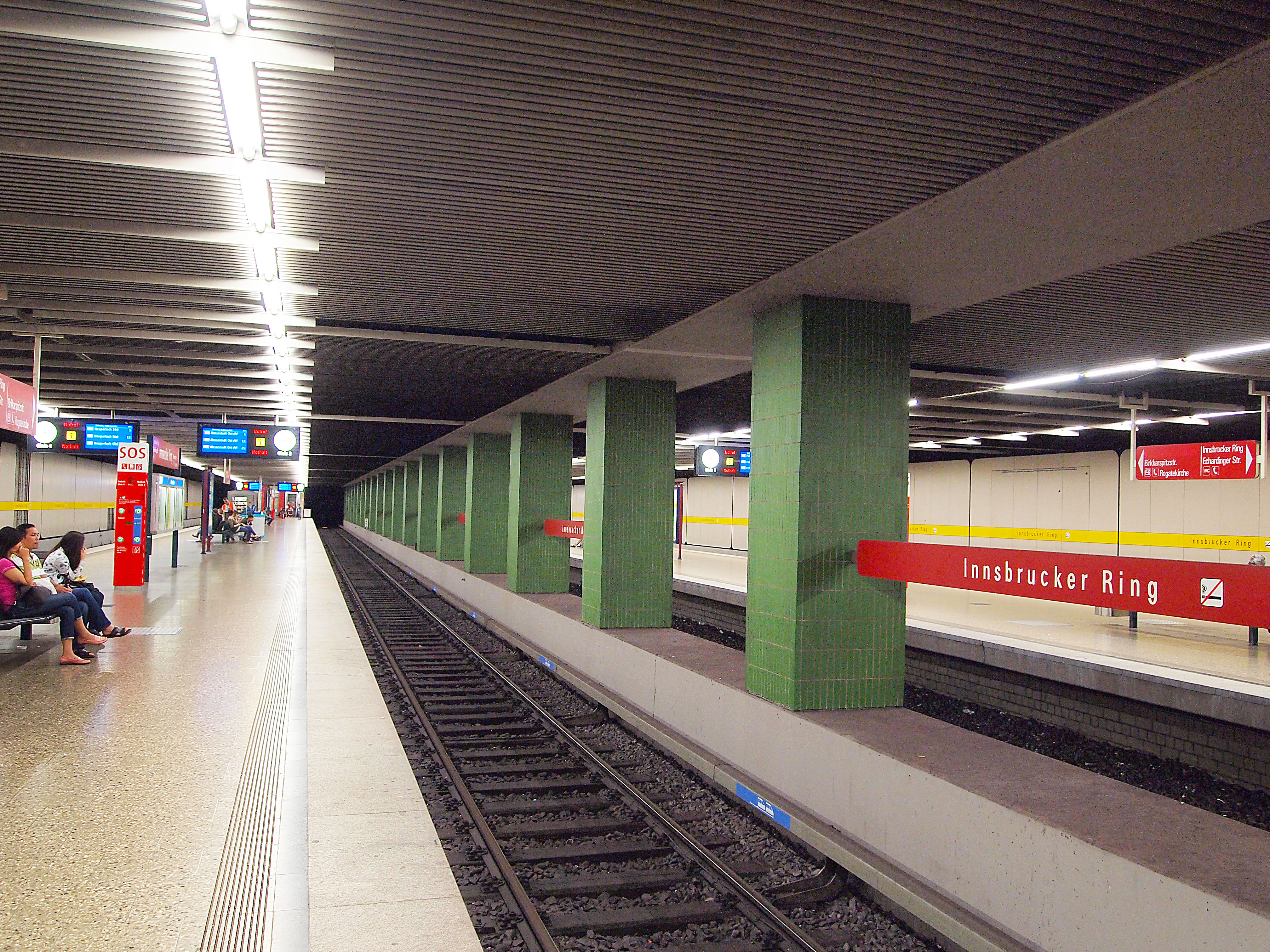
Innsbrucker Ring
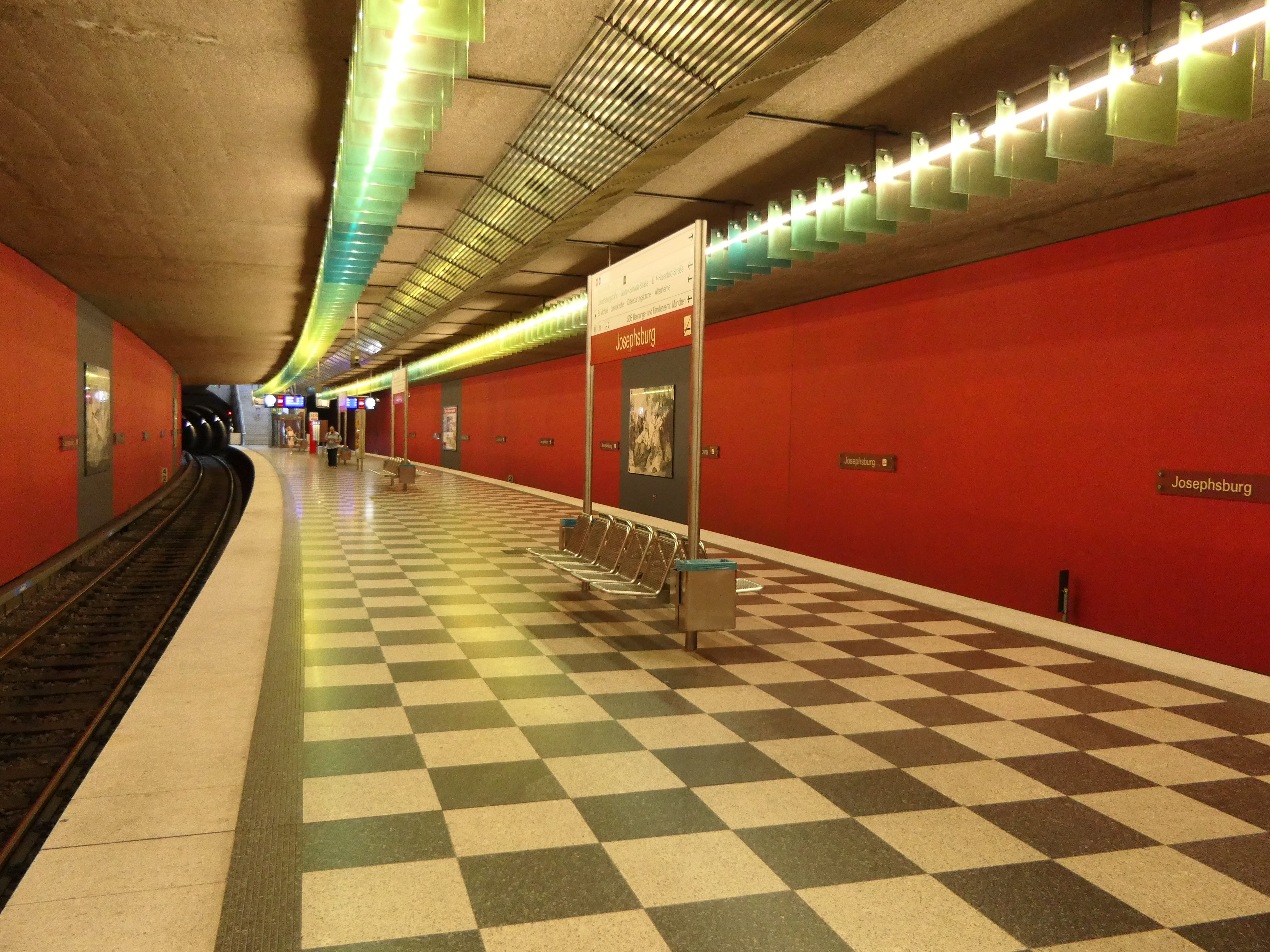
Josephsburg
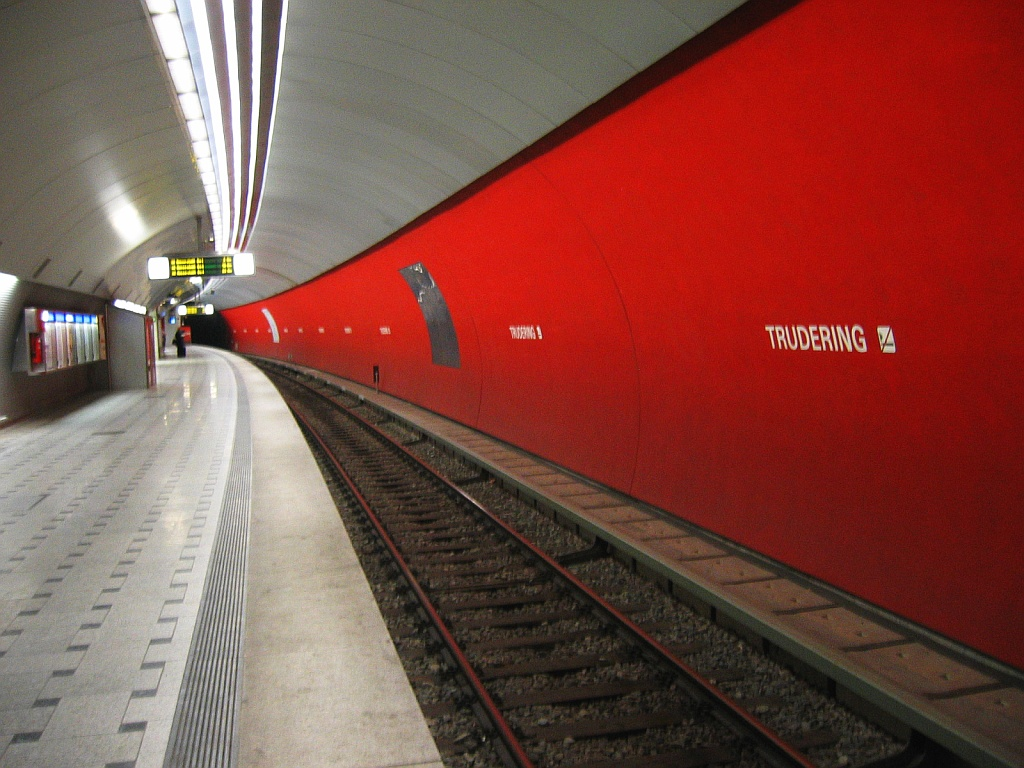
Trudering
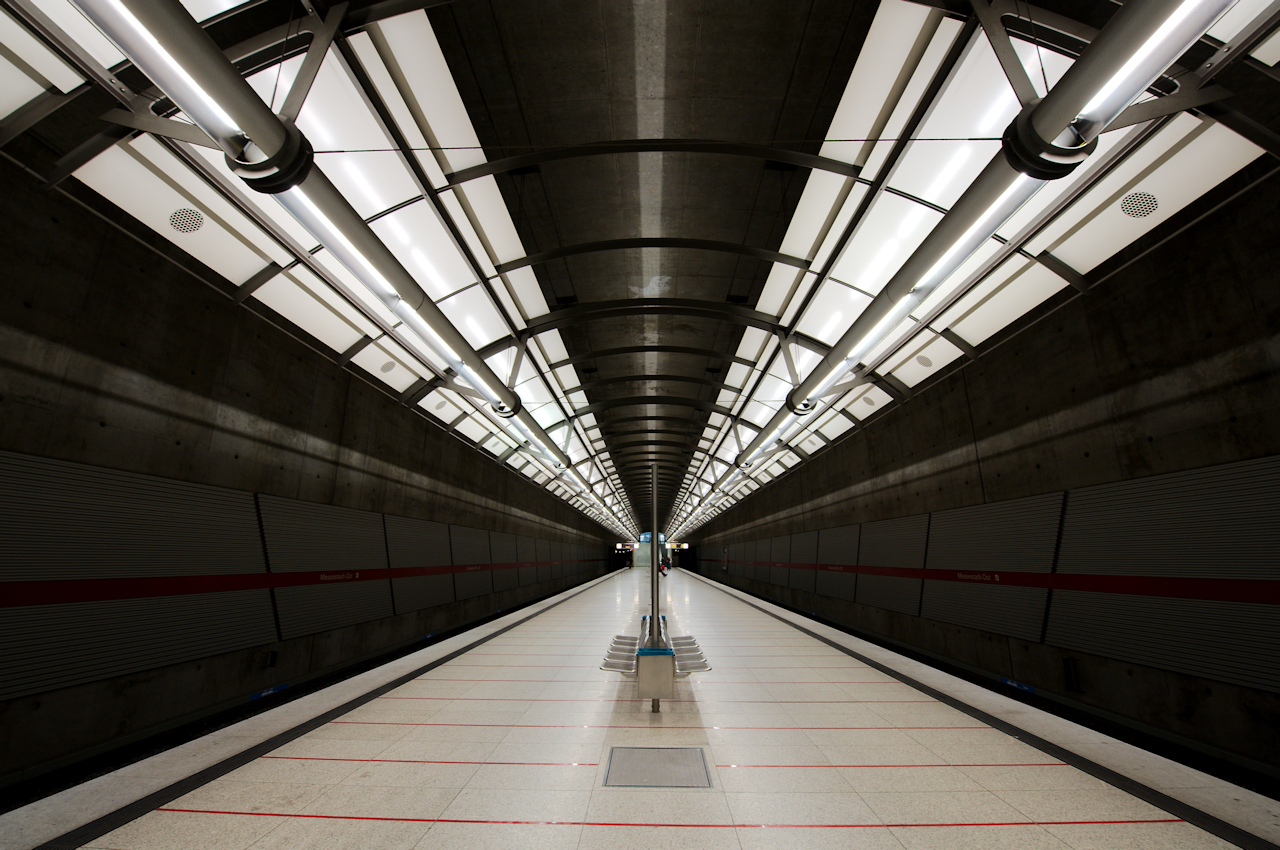
Messestadt Ost

### Süd (U1)
Der Südast der U1 wurde 1997 eröffnet, zuvor fuhren die Züge den gleichen Weg wie die U2 bis zum Innsbrucker Ring. Die U1 führt nach dem Bahnhof Kolumbusplatz zunächst Richtung Südwesten nach Untergiesing zum Bahnhof Candidplatz, der in ineinander übergehenden Regenbogenfarben gestaltet ist. Nach einer Linkskurve wird die Station Wettersteinplatz erreicht, hier trifft die U1 auf die Straßenbahnlinie 25. Am folgenden Bahnhof St.-Quirin-Platz wölbt sich eine Glaskuppel über dem Bahnhof. Der Endbahnhof Mangfallplatz liegt in Harlaching unter der Naupliastraße und besitzt wegen der engen Verhältnisse an der Oberfläche schräge, nach oben hin zur Mitte zulaufende Wände.
Alternativ zur U-Bahn-Planung war auch eine Trambahnstrecke vom Wettersteinplatz zum Mangfallplatz erwogen worden, letztlich setzte sich die U-Bahn durch. Aufgrund der hohen Baukosten und des vergleichsweise geringen Fahrgastaufkommens auf diesem Streckenabschnitt wurde diese Entscheidung im Nachhinein vielfach als falsch kritisiert.

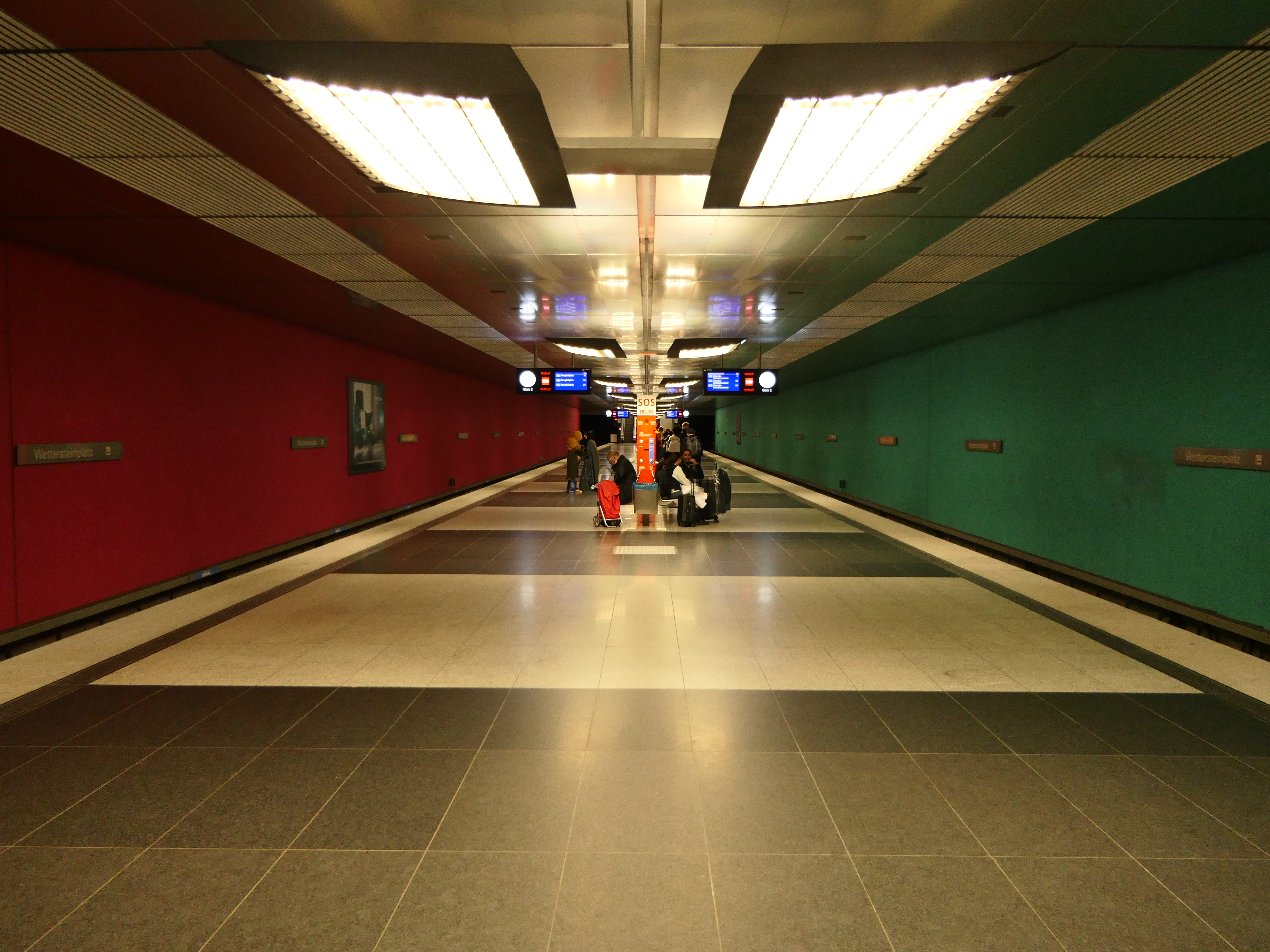
Wettersteinplatz
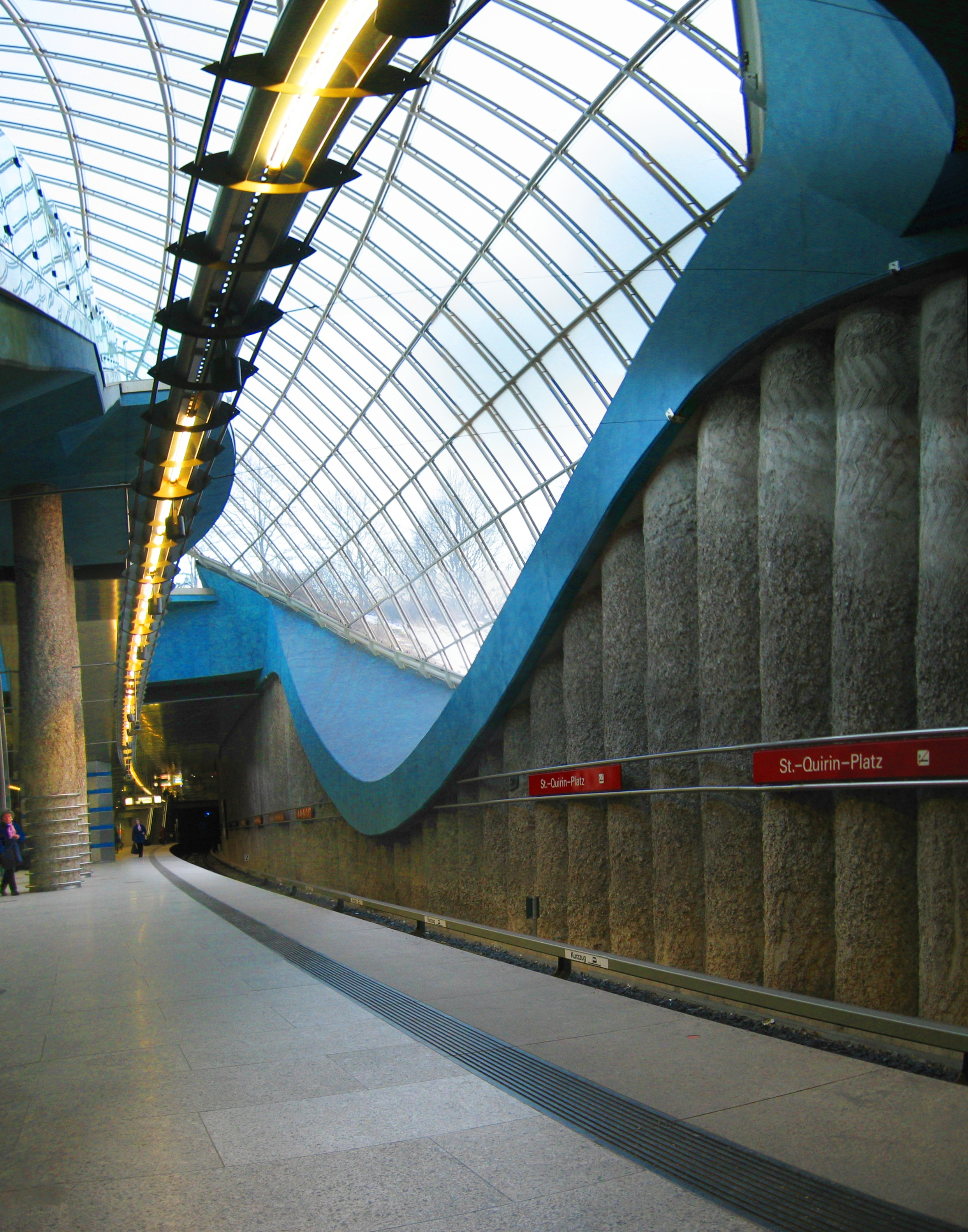
St.-Quirin-Platz
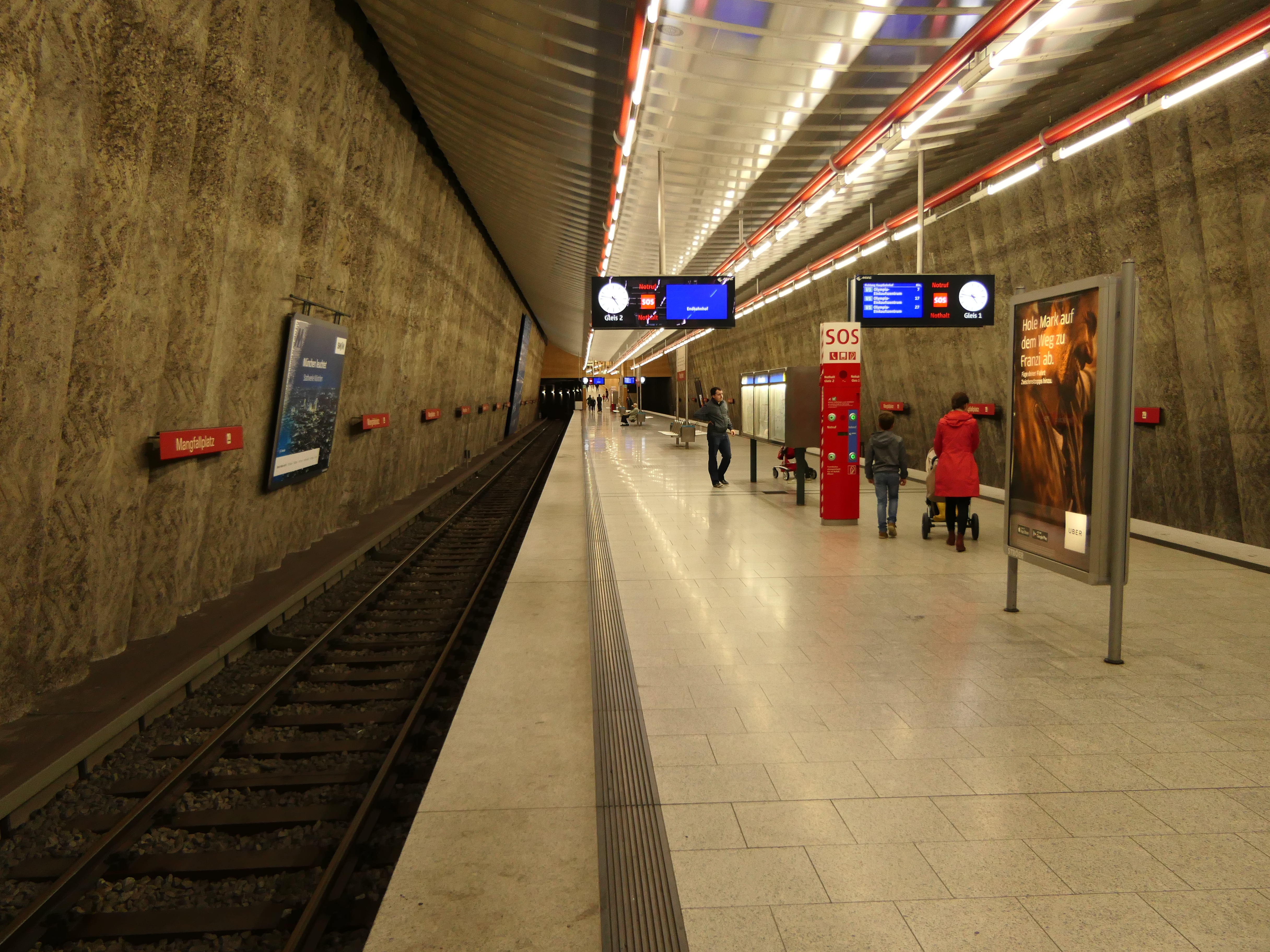
Mangfallplatz

## Betrieb
Der Betrieb auf der zweiten Stammstrecke wird heute durch die Stammlinien U1 und U2 abgewickelt. Diese Linien bedienen den in der Innenstadt gelegenen Teil der Strecke im Parallelbetrieb. Abschnittsweise werden sie von den Verstärkerlinien U7 und U8 ergänzt.

### U1
Die Linie U1 bedient seit der letzten Erweiterung, die am 31. Oktober 2004 abgeschlossen werden konnte, eine Strecke von 12,2 Kilometern und insgesamt 15 U-Bahnhöfe. Davon befinden sich alle Streckenabschnitte und Bahnhöfe unterirdisch. Im Betrieb werden auf der U1 in der Regel so genannte Langzüge mit sechs Wagen eingesetzt. Dadurch verkehren hier auch alle drei Wagentypen der Münchner U-Bahn. Die vorhandenen Bahnhöfe werden in der Betriebszeit ohne Ausnahme bedient.

### U2
Die Linie U2 bedient seit der letzten Erweiterung, die am 29. Mai 1999 abgeschlossen werden konnte, eine Strecke von 24,377 Kilometern und insgesamt 27 U-Bahnhöfe. Davon befinden sich alle Streckenabschnitte und Bahnhöfe unterirdisch. Im Betrieb werden auf der U2 in der Regel so genannte Langzüge mit sechs Wagen eingesetzt. Dadurch verkehren hier auch alle drei Wagentypen der Münchner U-Bahn. Die vorhandenen Bahnhöfe werden in der Betriebszeit ohne Ausnahme bedient.

### U7
Seit dem 12. Dezember 2011 verkehrt die Verstärkungslinie U7 in der Hauptverkehrszeit von Westfriedhof nach Neuperlach Zentrum. Dabei verkehrt sie zwischen Westfriedhof und Kolumbusplatz auf der Strecke der U1, zwischen Hauptbahnhof und Innsbrucker Ring verkehrt sie auf der Strecke der U2. An der Station Innsbrucker Ring biegt sie auf die Stammstrecke 3 ab. Im Betrieb werden auf der U7 in der Regel so genannte Vollzüge mit vier Wagen eingesetzt, weswegen nur die Wagentypen A und B verkehren. In den Ferien fährt die Linie nur im Abschnitt von Westfriedhof bis Sendlinger Tor.

### U8
Die Verstärkerlinie U8 verkehrt samstags von Olympiazentrum über den Hauptbahnhof nach Neuperlach Zentrum. Dabei biegt sie am Scheidplatz von der Stammstrecke 1 auf die Stammstrecke 2 ab und verkehrt bis Innsbrucker Ring auf der Strecke der U2. An der Station Innsbrucker Ring biegt sie auf die Stammstrecke 3 ab. Die Linie fährt somit auf einer Teilstrecke der bereits von 1980 bis 1988 von Olympiazentrum über Sendlinger Tor nach Neuperlach Süd verkehrenden U8, der Vorgängerlinie der heutigen U2. Die U8 besteht seit dem 15. Dezember 2013, als die bereits seit einiger Zeit samstags durchgeführten Fahrten zwischen Olympiazentrum und Sendlinger Tor eine eigene Liniennummer erhielten. Am 9. Dezember 2018 erfolgte die Verlängerung nach Neuperlach.

## Planungen

### Strecke der U1
Planungen, die U1 vom Mangfallplatz aus über das Krankenhaus Harlaching bis zur Großhesseloher Brücke zu verlängern, haben im Jahr 2011 nicht zuletzt aufgrund der angespannten Haushaltslage kaum noch Realisierungschancen. Die Verlängerung der U1 zum Bahnhof Solln, die eine neue Isarquerung darstellen und in Solln die U1 mit der S-Bahnlinie S7 verknüpfen würde, wurde 2015 im Münchner Stadtrat als Option genannt und soll nun mit der ausstehenden Aktualisierung des Nahverkehrsplans untersucht werden. Ebenso wurde das Vorhaben, die U1-Nord vom Olympia-Einkaufszentrum zum S-Bahnhof Fasanerie zu verlängern, verworfen, da sowohl am nördlich der Fasanerie gelegenen Bahnhof Feldmoching wie auch am südlich gelegenen Bahnhof Moosach eine Verbindung zwischen U- und S-Bahn besteht.

### Strecke der U2
Eine weitere Verlängerung der U2 nach Osten in Richtung Feldkirchen wäre möglich, wird jedoch mittelfristig nicht angestrebt, da Feldkirchen derzeit von der S-Bahn ausreichend an die Münchner Innenstadt angebunden wird.

## Weiterführende Informationen